# NGC 6632
NGC 6632 est une vaste galaxie spirale située dans la constellation d'Hercule. Sa vitesse par rapport au fond diffus cosmologique est de 4 639 ± 12 km/s, ce qui correspond à une distance de Hubble de 68,4 ± 4,8 Mpc (∼223 millions d'al). NGC 6632 a été découverte par l'astronome allemand Albert Marth en 1864.
NGC 6632 a été utilisé par Gérard de Vaucouleurs comme une galaxie de type morphologique (R')SA(rs)b dans son atlas des galaxies,.
La classe de luminosité de NGC 6632 est II-III et elle présente une large raie HI.
À ce jour, quatre mesures non basées sur le décalage vers le rouge (redshift) donnent une distance de 53,625 ± 20,171 Mpc (∼175 millions d'al), ce qui est à l'intérieur des valeurs de la distance de Hubble. L'écart-type élevé de cet échantillon provient d'une valeur incohérente avec les autres (23.4 Mpc. Le résultat des trois autres mesures donne 63,7 ± 1,1 Mpc (∼208 millions d'al), ce qui est passablement plus cohérent. Notons cependant que c'est avec la valeur moyenne des mesures indépendantes (ici 53.625 Mpc), lorsqu'elles existent, que la base de données NASA/IPAC calcule le diamètre d'une galaxie.

## Supernova
La supernova SN 2013bi a été découverte dans NGC 6632 le 24 mars 2013 par les astronomes chinois Zhangwei Jin et Xing Gao. D'une magnitude apparente de 16,4 au moment de sa découverte, elle était de type IIP.